# مارکت‌هایدنفلد
شهر مارکت‌هایدنفلد (به آلمانی: Marktheidenfeld) در ایالت بایرن در کشور آلمان واقع شده‌است و یکی از معروف‌ترین هایپر مارکت‌های کشور آلمان می‌باشد.